# Kamen Rider 555: Paradise Lost
Kamen Rider 555: Paradise Lost (劇場版　仮面ライダー555　パラダイス・ロスト Gekijōban Kamen Raidā Faizu: Paradaisu Rosuto) là một bộ phim điện ảnh được sản xuất trong thời gian phát sóng loạt phim Kamen Rider 555. Được sản xuất bởi hãng phim Toei. Đạo diễn phim là Ryuta Tasaki và những diễn viên trong phim là những diễn viên chính trong series. Đặc biệt là bộ phim còn có sự tham gia của diễn viên Đài Loan nổi tiếng Hà Nhuận Đông. Bộ phim được công chiếu ở Tokyo vào 16 tháng 8 năm 2003.

## Cốt truyện
Phim được coi là một kết thúc thay thế cho loạt phim Kamen Rider 555 khi những thành viên của hội Lucky Clover và Shuji Mihara/Kamen Rider Delta không xuất hiện trong phim. Trong phim, công ty Smart Brain và loài Orphnoch đã chiến thắng và giành quyền kiểm soát trên toàn thế giới. Dân số thế giới 90% là loài Orphnochs còn con người thì ngày càng tuyệt chủng do sự tấn công của các Orphnoch. Takumi Inui - Kamen Rider 555, được coi như là vị Đấng cứu thế cho đến khi nghe tin tức là đã chết trong cuộc tấn công của các Riotrooper thuộc công ty Smart Brain. Bắt đầu từ đó, Sonoda Mari đã thành lập một tổ chức kháng chiến giữa con người và Orphnoch.
Mari đã tổ chức cuộc tấn công vào trụ sở Công ty Smart Brain để ăn cắp chiếc "Thắt lưng Hoàng đế - một thắt lưng cho người sử dụng một sức mạnh phi thường nhưng thất bại. Những Orphnoch mong muốn được hòa bình là Yuji Kiba, Naoya Kaido và Osada Yuka muốn vào nơi sinh sống của con người (là một công viên bỏ hoang) nhưng không được chấp nhận. Giám đốc Kyoji Murakami - lúc này chỉ còn cái đầu ở trong một bình thủy tinh mời họ tới công ty Smart Brain. Thứ nhất là để khẳng định con người không có chỗ tồn tại trên thế giới này, thứ hai là xác định được sự tồn tại của Thắt lưng Hoàng đế bằng cách gọi Leo (Kamen Rider Psyga) và ba Orphnoch khác. Leo mang chiếc thắt lưng vào và biến thành Kamen Rider Psyga.
Trong khi đó, ở một trại tị nạn của con người gọi là "Thiên đường" (Paradise). Takumi đang sống ở một ngôi nhà với một cô gái tên là Mina với cái tên Takeshi. Hai người làm nghề đóng giày kiếm sống. Khi Yuji Kiba, Naoya Kaido và Osada Yuka tới để thông báo cho mọi người về sự tấn công của công ty Smart Brain nhưng không kịp. Những Riotrooper đã tấn công chỗ này cùng với Kamen Rider Psyga. Trong cuộc tấn công, Masato Kusaka đã xuất hiện và biến hình thành Kamen Rider Kaixa để chiến đấu với Psyga. Hai Rider là Psyga và Kaixa có một trận đấu ngoạn mục. Vì Psyga quá mạnh, nên hắn đã đánh bại Kaixa, làm trọng thương Masato và giết anh bằng ngón tay của hắn. Cùng lúc đó Keitaro Kikuchi đã chạy ra và lấy được Kaixa Belt. Psyga cố gắng lấy lại Kaixa Belt nhưng hắn bị chặn bởi 3 Orphnoch bên phe con người.
Đêm đó, chỉ có Mari và Takumi (chưa hồi phục trí nhớ) gặp nhau tại nơi tổ chức lễ hội (chỉ có hai người họ) và nhảy một điệu. Mari nói rằng Takumi giống như một người mà cô từng gặp trước đây. Trong lúc đó, một Riotrooper lao ra tấn công Takumi. Anh lờ mờ nhớ lại những ký ức cũ và nhận ra được Mari. Cô dẫn Takumi đi đến một đường ray xe lửa và lôi trong đó ra một vali chứa Faiz Belt và những dụng cụ của chiếc thắt lưng. Bước ra giữa đường đối diện với kẻ đich, Takumi biến thành Kamen Rider Faiz. Với hình dạng Faiz Axel, Takumi nhanh chóng tiêu diệt toàn bộ Riotrooper. Cùng lúc đó, chiếc xe Auto Vajin xuất hiện. Mari dẫn Takumi về trụ sở chính, tuy không có ai vui mừng khi thấy anh mà còn nghi ngờ lý do Takumi biến hình được (chỉ có Orphnoch mới sử dụng được chiếc thắt lưng) là vì anh chính là một Orphnoch. Đêm đó, Mina và Takumi hẹn gặp nhau bên cạnh một dòng suối, cô tiết lộ rằng cha của cô tìm thấy Takumi đang ngất xỉu trong một lùm cây liền mang anh về nhà và cấy những ký ức của Takeshi thật vào. Sau đó Mina trao cho Takumi hệ thống biến hình Faiz Blaster. Đột nhiên tiếng súng vang lên và Mina ngã xuống, người đã bắn cô chính là thành viên quân kháng chiến Mizuhara trong nỗ lực muốn có sức mạnh từ chiếc thắt lưng Faiz Gear. Vì là con người nên Mizuhara không thể biến hình và nhanh chóng bị Yuji Kiba giết chết. Việc đó đã được một thành viên trong quân kháng chiến nhìn thấy.
Bị mọi người phát hiện trong việc giết Mizuhara, Yuji Kiba, Naoya Kaido và Osada Yuka đã phải rời đi để chứng tỏ họ có thể lấy được Thắt lưng Hoàng đế. Ngày hôm sau, ba người tới được trụ sở của công ty Smart Brain. Tuy nhiên, Orphenoch Elasmotherium xuất hiện và cản đường họ. Yuka bị giết còn Kaido thì bị ăn sống. Yuji Kiba ngạc nhiên khi thấy Mari xuất hiện và nói rằng cô muốn lợi dụng họ cho công ty Smart Brain. Yuji Kiba bị đánh ngất và Mari kia lộ hình dạng thật là một Smart Lady.
Ở Paradise, Riotrooper mở một cuộc tấn công lớn vào khu vực này. Với loại huyết thanh mà giáo sư Nomura đưa cho, Keitaro uống vào và dùng thắt lưng Kaixa. Anh chiến đấu với chúng và kết liễu được một Orphnoch nhờ Kaixa Pointer. Nhưng thắt lưng Kaixa tan thành cát vì tác dụng phụ của thuốc. Cùng lúc đó, Psyga xuất hiện và mang Mari đi đến đấu trường công ty Smart Brain.
Ngày hôm sau, Keitaro và Takumi đi đến đấu trường để cứu Mari. Takumi cố ý làm rơi bao đựng súng để Keitaro phải nhặt chúng. Lợi dụng lúc Keitaro không để ý, Takumi phóng xe đi một mình đến đấu trường. Ở Smart Brain Arena, Mari bị nhốt trong một cái lồng sắt để làm thức ăn cho Orphenoch Elasmotherium trước mặt hàng triệu người xem trực tiếp khắp thế giới. Takumi xuất hiện và biến hình thành Faiz rồi chiến đấu với Orphenoch Elasmotherium. Auto Vajin đã bị tiêu diệt khi đang bắn Orphenoch Elasmotherium. Faiz Blaster bị rơi xuống. Takumi nhanh chóng gắn Faiz Pointer vào chân và thực hiện Rider Kick nhưng bị phá bởi Psyga.
Faiz đánh nhau một trận với Psyga ở ngoài sân vận động. Takumi dùng Faiz Axel để đuổi theo Psyga khi hắn dùng thiết bị của mình để chạy trốn. Họ đánh nhau giữa một đám khán giả cuồng nhiệt cổ vũ bên ngoài (họ cổ vũ cho Psyga). Faiz tung một cú đấm khiến Psyga văng vào sàn đấu, hắn nhặt Psyga Edge lên và kích hoạt Exceed Charge. Mari (lúc đó đã chạy thoát khỏi lồng) ném cho Takumi thanh Faiz Edge. Takumi đỡ đòn tấn công của Psyga và di chuyển thanh kiếm đến Psyga Gear. Kích hoạt Exceed Charge, Takumi đã tiêu diệt thành công Psyga và biến hắn thành cát bụi.
Với sự thành công khi đánh bại Psyga, Takumi chuẩn bị giết con quái vật để cứu Mari. Trên màn hình xuất hiện ký hiệu Omega (Ω) và Yuji Kiba từ phía cánh cửa bước ra với một thắt lưng Hoàng đế thứ hai. Takumi và Mari đã rất bất ngờ khi gặp Kiba. Kiba đã nói rằng anh ta thuộc về loài Orphnoch và để minh chứng điều đó, anh ta sẽ đánh bại Takumi. Với chiếc điện thoại trên tay, Kiba nhập mật mã 0-0-0 vào điện thoại và biến hình thành Kamen Rider Orga.
Vì Orga Gear quá mạnh nên Takumi không thể chống đỡ được. Trong khi đó, Mari bị quân lính của Smart Brain bắt và bỏ vào lồng sắt để làm thức ăn cho con Orphenoch Elasmotherium. Khi bị mất hình dạng Faiz, Takumi đã biến thành Wolf Orphnoch và đồng thời tiết lộ cho Mari biết rằng chính bản thân anh là một Orphnoch. Yuji Kiba cũng biến thành Orphnoch để chiến đấu với Takumi. Khi Takumi bị mất dạng Orphnoch và biến thành Faiz, anh chỉ tay lên trời và bảo Mari nói điều mà cô từng nói với anh. Cô gọi anh là "Đấng cứu thế" và nói "Vì đó là Takumi, chính là Takumi". Takumi đứng dậy và nhặt thiết bị Faiz Blaster, cài mật mã và điện thoại rồi biến hình thành Kamen Rider Faiz Blaster Form. Với sức mạnh áp đảo Orga, Takumi nhanh chóng đánh bại Orga và kết thúc bằng tuyệt chiêu Faiz Pointer Exceed Charge. Orga dùng kiếm của mình và kích hoạt Exceed Charge để đỡ nhưng không được.
Sau khi xử lý xong Kamen Rider Orga, con quái vật Orphenoch Elasmotherium tấn công Mari, Takumi nhặt Faiz Blaster lên và nhập mật mã 1-0-3 để Faiz Blaster biến thành cây súng. Kamen Rider Orga đã dùng chính bản thân mình để đỡ đòn của Orphenoch Elasmotherium. Faiz kết thúc nó với một phát Exceed Charge và biến con quái vật thành cát bụi.
Yuji Kiba bị thương quá nặng. Trước khi chết, anh nắm tay Mari và Takumi và nói cho hai người biết mong ước của bản thân. Takumi hứa với Kiba rằng mong ước "Con người và Orphnoch" sống cùng nhau. Giám đốc Murakami bị Smart Lady đưa vào máy nghiền nát. Hai chiếc thắt lưng Hoàng đế đã bị phá hủy bởi Kamen Rider Faiz. Cùng lúc đó, khi Takumi và Mari chuẩn bị rời khỏi đấu trường, những Orphnoch khác chặn đường họ. Takumi bảo họ tránh ra và dẫn Mari đến một chân trời mới, một nơi khác để sinh sống.

## Các Kamen Rider trong phim

### Leo/ Kamen Rider Psyga (Ψ)

Kamen Rider Psyga

Leo(レオReo) là một Orphnoch làm việc cho chủ tịch Murakami. Anh xuất hiện lần đầu khi Kiba Yuji, Osada Yuka và Naoya Kaido được giám đốc gọi đến. Anh đeo Psyga Gear ở thắt lưng và nhập mật mã 3-1-5 vào điện thoại và biến hình thành Kamen Rider Psyga (仮面ライダーサイガ Kamen Raidā Saiga).
Ở dạng Psyga, Leo có thể bay nhờ chiếc balô có gắn hệ thống phun khói sau lưng với tốc độ 850 km/h (bằng tốc độ của Faiz Axel). Khi cài Psyga Mission Memory từ điện thoại vào hai tay cầm, Psyga có thể dùng hai thanh Psyga Edge để tấn công. Với đòn Exceed Charge dùng cho hai thanh kiếm, Psyga có thể chặt đứt đối thủ.
Trong Paradise Lost, ở trận chiến tấn công vào Paradise, Psyga đã dùng balô của mình bay theo chiếc xe buýt và phá hủy nó. Anh cũng đồng thời đánh bại Masato Kusaka/ Kamen Rider Kaixa. Nhưng trước khi lấy được Kaixa Gear, Psyga đã bị chặn bởi 3 Orphnoch bên phe con người.
Trong trận chiến với Faiz ở Smart Brain Arena, khi Faiz chuẩn bị dùng Rider Kick, Psyga đã bay ra và phá được đòn tấn công đó. Anh mang Takumi bay lên cao rồi lao xuống, nhưng may mắn là Faiz đã dùng Phone Blaster để thoát. Psyga đã bay đến cửa sau của Arena khi bị Faiz Axel đuổi sau lưng. Khi đấu một trận chiến nảy lửa, Psyga đã bị Faiz kết thúc bằng Exceed Charge ngay thắt lưng.
Leo được thủ vai bởi diễn viên nổi tiếng người Đài Loan Hà Nhuận Đông. Đặc biệt, Psyga chính là Kamen Rider đầu tiên toàn nói tiếng Anh trừ từ "Henshin" (biến thân) là vẫn giữ nguyên âm tiếng Nhật.

### Kiba Yuji/ Kamen Rider Orga (Ω)

Kamen Rider Orga

Xuất hiện gần cuối phim, khi Yuka và Kaido bị giết, Kiba hiểu lầm là do Mari lừa mình nên đã quyết đi theo công ty Smart Brain. Bước ra từ cánh cửa sau trận chiến giữa Takumi và Leo, Kiba xuất hiện và đeo trên mình chiếc thắt lưng Hoàng đế thứ hai. Cầm chiếc điện thoại trên tay, anh nhập mã kích hoạt 0-0-0, lắp điện thoại vào thắt lưng và biến hình thành Kamen Rider Orga (仮面ライダーオーガ Kamen Raidā Ōga) - Rider mạnh nhất phim. Đây là Rider Gear thứ năm được tạo bởi công ty Smart Brain (cái thứ 4 là Psyga Gear). Giống như những thắt lưng khác, nó chỉ được sử dụng bởi Orphnoch.
Bộ giáp của Kamen Rider Orga có cấu tạo khá đặc biệt với chiếc khăn choàng dài tới chân và những đường kẻ viền màu cà phê sữa. Được trang bị thanh kiếm Orga Stlanzer (mạnh hơn thanh Faiz Edge). Kiba đã đánh Takumi một trận, sau đó thì cả hai biến thành Orphnoch để đánh nhau.
Khi Takumi biến thành dạng Faiz Blaster và sử dụng Faiz Pointer Exceed Charge (5-5-3-2), Kiba đã dùng Exceed Charge để đỡ lại nhưng không được vì cú đá quá mạnh. Sau đó, Kiba đã dùng chính sức mạnh đó để ngăn cản con quái vật Orphnoch Elasmotherium tiêu diệt Mari. Con quái vật phun những mũi nhọn đâm vào Orga. Sau khi Takumi tiêu diệt nó, Kiba đã nhờ Takumi và Mari thực hiện tiếp ước mơ của mình là muốn con người và Orphnoch sống hòa thuận với nhau.
Kiba Yuji được thủ vai bởi nam diễn viên Masayuki Izumi, người cũng đóng vai chính trong bản phim truyền hình.

## Diễn viên
- Takumi Inui (乾 巧 Inui Takumi?): Kento Handa (半田 健人 Handa Kento?)
- Mari Sonoda (園田 真理 Sonoda Mari?): Yuria Haga (芳賀 優里亜 Haga Yuria?)
- Keitaro Kikuchi (菊池 啓太郎 Kikuchi Keitarō?): Ken Mizorogi (溝呂木 賢 Mizorogi Ken?)
- Masato Kusaka (草加 雅人 Kusaka Masato?): Kohei Murakami (村上 幸平 Murakami Kōhei?)
- Yuji Kiba (木場 勇治 Kiba Yūji?): Masayuki Izumi (泉 政行 Izumi Masayuki?)
- Yuka Osada (長田 結花 Osada Yuka?): Yoshika Kato (加藤 美佳 Katō Yoshika?)
- Naoya Kaido (海堂 直也 Kaidō Naoya?): Mitsuru Karahashi (唐橋 充 Karahashi Mitsuru?)
- Kyoji Murakami (村上 峡児 Murakami Kyōji?): Katsuyuki Murai (村井 克行 Murai Katsuyuki?)
- Smart Lady (スマートレディ Sumāto Redi?): Hitomi Kurihara (栗原 瞳 Kurihara Hitomi?)
- Mina (ミナ Mina?): Mei Kurokawa (黒川 芽以 Kurokawa Mei?)
  - Mina (Young): Mirai Shida (志田 未来 Shida Mirai?)
- Mizuhara (水原 Mizuhara?): Mokomichi Hayami (速水 もこみち Hayami Mokomichi?)
- Nomura (野村 Nomura?): Hiroo Otaka (大高 洋夫 Ōtaka Hiroo?)
- Leo (レオ Reo?): Hà Nhuận Đông (ピーター・ホー Pītā Hō?)
- Wirepullers of Smart Brain (スマートブレインの黒幕 Sumāto Burein no Kuromaku?): Gorō Naya (納谷 悟朗 Naya Gorō?), Seizō Katō (加藤 精三 Katō Seizō?), Shōzō Iizuka (飯塚 昭三 Iizuka Shōzō?)
- Kazue Tsunogae (角替 和枝 Tsunogae Kazue?, Cameo)
- Kazumasa Taguchi (田口 主将 Taguchi Kazumasa?, Cameo)
- Mina's Father (ミナの父 Mina no Chichi?): Kanji Tsuda (津田 寛治 Tsuda Kanji?, Cameo)
- Lion Orphnoch (ライオンオルフェノク Raion Orufenoku?, Voice): Tsuyoshi Koyama (小山 剛志 Koyama Tsuyoshi?, Cameo)

## Bài hát trong phim
- "Justiφ's -Accel Mix-"
  - Lời: Shoko Fujibayashi
  - Sáng tác: Kazutoyo Satō
  - Hòa âm: Kazunori Miyake
  - Nghệ sĩ trình bày: ISSA